# Kiricocho
Kiricocho ou Quiricocho é uma palavra que faz parte do vocabulário futebolístico da Argentina que é utilizada como uma espécie de superstição para atrair azar ao adversário. 
Reza a lenda que Kiricocho era como era conhecido um torcedor ‘azarado’ do Estudiantes de La Plata. Sempre que ele estava na arquibancada, o seu time acabava superado. A má fama cresceu tanto, que o técnico do clube, Carlos Bilardo passou a levar Kiricocho junto à delegação, para que ele cumprimentasse os adversários antes das partidas. Coincidentemente ou não, fato é que o Estudiantes acabou campeão argentino em 1982, perdendo apenas um jogo, justamente aquele em que Kiricocho não consgeuiu cumprimentar os adversários. 
Não se sabe ao certo se Kiricocho realmente existiu, ou se é apenas uma lenda que faz parte do folclore futebolístico argentino. Mas a lenda se espalhou, e passou a ser utilizada por torcedores do mundo todo como uma superstição para atrair azar ao oponente quando seu nome é entoado, como, por exemplo, em cobranças de pênaltis.